# Milán-Turín 2021
La 102.ª edición de la clásica ciclista Milán-Turín fue una carrera en Italia que se celebró el 6 de octubre de 2021 sobre un recorrido de 190 kilómetros con inicio en la ciudad de Magenta y final junto a la Basílica de Superga en lo alto de la colina de Superga, en las cercanías de Turín.
La carrera formó parte del UCI ProSeries 2021, calendario ciclístico mundial de la segunda división, dentro de la categoría UCI 1.Pro y fue ganada por el esloveno Primož Roglič del Jumbo-Visma. Completaron el podio, como segundo y tercer clasificado respectivamente, el británico Adam Yates del INEOS Grenadiers y el portugués João Almeida del Deceuninck-Quick Step.

## Equipos participantes
Tomaron parte en la carrera 23 equipos: 15 de categoría UCI WorldTeam invitados por la organización y 8 de categoría UCI ProTeam. Formaron así un pelotón de 161 ciclistas de los cuales terminaron 109. Los equipos participantes fueron:
| WorldTeams (15)- Deceuninck-Quick Step - AG2R Citroën Team - Astana-Premier Tech - Bora-Hansgrohe - Cofidis - Groupama-FDJ - Ineos Grenadiers - Intermarché-Wanty-Gobert Matériaux - Israel Start-Up Nation - Jumbo-Visma - Movistar Team - Team DSM - Qhubeka NextHash - Trek-Segafredo - UAE Team Emirates ProTeams (8)- Androni Giocattoli-Sidermec - Bardiani CSF Faizanè - Caja Rural-Seguros RGA - Eolo-Kometa - Euskaltel-Euskadi - Gazprom-RusVelo - Arkéa-Samsic - Vini Zabù |
| |

## Clasificación final
- La clasificación finalizó de la siguiente forma:[3]

| \| Clasificación general \| Clasificación general \| Clasificación general \| Clasificación general \| Clasificación general \| \| Ciclista \| Ciclista \| Equipo \| Tiempo \| \| \| --------------------- \| --------------------- \| ---------------------- \| --------------------- \| --------------------- \| \| 1.º \| Primož Roglič \| Jumbo-Visma \| 4 h 17 min 41 s \| \| \| 2.º \| Adam Yates \| Ineos Grenadiers \| + 12 s \| \| \| 3.º \| João Almeida \| Deceuninck-Quick Step \| + 35 s \| \| \| 4.º \| Tadej Pogačar \| UAE Team Emirates \| + 35 s \| \| \| 5.º \| Michael Woods \| Israel Start-Up Nation \| + 48 s \| \| \| 6.º \| David Gaudu \| Groupama-FDJ \| + 48 s \| \| \| 7.º \| Diego Ulissi \| UAE Team Emirates \| + 48 s \| \| \| 8.º \| Fausto Masnada \| Deceuninck-Quick Step \| + 48 s \| \| \| 9.º \| Nairo Quintana \| Arkéa-Samsic \| + 48 s \| \| \| 10.º \| Alejandro Valverde \| Movistar Team \| + 48 s \| \| |                    |                        |                 |
| |                    |                        |                 |
| Fuente: ProCyclingStats |                    |                        |                 |
| Clasificación general |                    |                        |                 |
| Ciclista | Ciclista           | Equipo                 | Tiempo          |
| 1.º | Primož Roglič      | Jumbo-Visma            | 4 h 17 min 41 s |
| 2.º | Adam Yates         | Ineos Grenadiers       | + 12 s          |
| 3.º | João Almeida       | Deceuninck-Quick Step  | + 35 s          |
| 4.º | Tadej Pogačar      | UAE Team Emirates      | + 35 s          |
| 5.º | Michael Woods      | Israel Start-Up Nation | + 48 s          |
| 6.º | David Gaudu        | Groupama-FDJ           | + 48 s          |
| 7.º | Diego Ulissi       | UAE Team Emirates      | + 48 s          |
| 8.º | Fausto Masnada     | Deceuninck-Quick Step  | + 48 s          |
| 9.º | Nairo Quintana     | Arkéa-Samsic           | + 48 s          |
| 10.º | Alejandro Valverde | Movistar Team          | + 48 s          |

## Ciclistas participantes y posiciones finales
Convenciones:
- AB-N: Abandono en la etapa N
- FLT-N: Retiro por llegada fuera del límite de tiempo en la etapa N
- NTS-N: No tomó la salida para la etapa N
- DES-N: Descalificado o expulsado en la etapa N

## UCI World Ranking
La Milán-Turín otorgó puntos para el UCI World Ranking para corredores de los equipos en las categorías UCI WorldTeam, UCI ProTeam y Continental. Las siguientes tablas muestran el baremo de puntuación y los 10 corredores que obtuvieron más puntos:
| Posición              | 1.º | 2.º | 3.º | 4.º | 5.º | 6.º | 7.º | 8.º | 9.º | 10.º | 11.º | 12.º | 13.º | 14.º | 15.º | 16.º-30.º | 31.º-40.º |
| Clasificación general | 200 | 150 | 125 | 100 | 85  | 70  | 60  | 50  | 40  | 35   | 30   | 25   | 20   | 15   | 10   | 5         | 3         |

| Clasificación |                    |                        |         |
| Posición      | Ciclista           | Equipo                 | General |
| ------------- | ------------------ | ---------------------- | ------- |
| 1.º           | Primož Roglič      | Jumbo-Visma            | 200     |
| 2.º           | Adam Yates         | INEOS Grenadiers       | 150     |
| 3.º           | João Almeida       | Deceuninck-Quick Step  | 125     |
| 4.º           | Tadej Pogačar      | UAE Emirates           | 100     |
| 5.º           | Michael Woods      | Israel Start-Up Nation | 85      |
| 6.º           | David Gaudu        | Groupama-FDJ           | 70      |
| 7.º           | Diego Ulissi       | UAE Emirates           | 60      |
| 8.º           | Fausto Masnada     | Deceuninck-Quick Step  | 50      |
| 9.º           | Nairo Quintana     | Arkéa Samsic           | 40      |
| 10.º          | Alejandro Valverde | Movistar               | 35      |